# Hieracium dactylites
Hieracium dactylites es una especie de planta con flor del género Hieracium, de la familia Asteraceae, orden Asterales.

## Distribución
Hieracium dactylites se distribuye por Suecia.

## Taxonomía
Fue descrita científicamente por Dahlst. & Enand. ex Johanss. Fue publicada en Ark. Bot.